# Eucaterva tymax
Eucaterva tymax là một loài bướm đêm trong họ Geometridae.